# サマーブレイク
『サマーブレイク』は、金月真美の3枚目のアルバム（品番：KICA7778）。1997年7月24日、KONAMIより発売。

## 収録曲[2]
1. サマーブレイク
  - 作詞: 金月真美、作曲: 岩﨑元是、編曲: 岩崎元是
2. 海にうってつけの日
  - 作詞: 金月真美、作曲: 金月真美、編曲: 梅崎俊春
3. 微笑みを忘れない
  - 作詞: 金月真美、作曲: 金月真美、編曲: 岩崎元是
4. 恋はウララカ
  - 作詞: 高井萌、作曲: 高井萌、編曲: 新川博
5. ただ声が聴きたくて
  - 作詞: 西脇唯、作曲: 西脇唯、編曲: 亀田誠治
6. Close to me
  - 作詞: 岸恭子、作曲: 小西真理、編曲: 岸村正実
7. 勝手にKISS
  - 作詞: 森田由美、作曲: 広谷順子、編曲: 岸村正実、コーラスアレンジ: 広谷順子／岸村正実
8. ふりむかないで
  - 作詞: 西脇唯、作曲: 西脇唯、編曲: 渡辺格
9. 何度目のKISSから…
  - 作詞: 根津洋子、作曲: 宮島律子、編曲: 内藤慎也
10. 午後の季節風
  - 作詞: 高井萌、作曲: 高井萌、編曲: 内藤慎也
11. 愛の国
  - 作詞: 高柳恋、作曲: 木戸やすひろ、編曲: 新川博、コーラスアレンジ: 木戸やすひろ